# Amphimallon majale
Amphimallon majale (Razoumokowsky, 1789) è un coleottero appartenente alla famiglia degli scarabaeidae (sottofamiglia Melolonthinae).

## Descrizione

### Adulto
Sono coleotteri dalla forma abbastanza tozza e cilindrica, di colore marroncino chiaro. Le sue dimensioni variano tra gli 11 e i 14 mm.

### Larva
Le larve hanno l'aspetto di grossi vermi bianchi a forma di "C". Presentano 3 paia di zampe atrofizzate e il capo è duro e chitinoso. Lungo i fianchi presentano una fila di forellini chitinosi che servono all'insetto per respirare.

## Biologia
Gli adulti, compaiono a fine giugno, contrariamente a quanto fa pensare il nome. Sono di abitudini crepuscolari e si reperiscono nelle regioni alpine e prealpine.
A. majale, ha un ciclo vitale della durata di 1 anno, di cui il periodo di vita adulta occupa soltanto le ultime 2-3 settimane.

## Distribuzione
A. majale si può reperire in Europa Centrale e Occidentale, ed è stato accidentalmente introdotto in Nord America.